# Souzy-la-Briche
Souzy-la-Briche è un comune francese di 377 abitanti situato nel dipartimento dell'Essonne nella regione dell'Île-de-France.

## Società

### Evoluzione demografica
Abitanti censiti